# Blazing Bullets
Blazing Bullets è un film del 1951 diretto da Wallace Fox.
È un western statunitense con Johnny Mack Brown, Lois Hall e House Peters Jr..

## Produzione
Il film, diretto da Wallace Fox su una sceneggiatura di George Daniels, fu prodotto da Vincent M. Fennelly per la Frontier Pictures e girato nell'Iverson Ranch a Chatsworth, Los Angeles, California, dal 13 novembre 1950. I titoli di lavorazione furono Gold Bullets e Golden Bullet.

## Distribuzione
Il film fu distribuito negli Stati Uniti dal 6 maggio 1951 al cinema dalla Monogram Pictures.

## Promozione
Le tagline sono:
- where bandit bullets rip the plains for gold...and a ranger brings law at the point of a gun!
- GOLD ROBBERY! GUN JUSTICE! IN OUTLAW LAND!
- GOLD BANDITS in GUN LAND! Six-gun Ranger rides into their lair!
- His SIX-GUN Blasts the Danger Corner of the West! Johnny whirls on gold bandits of the badlands...rips away their outlaw masks...with blazing bullets and smashing fists!